# Erzsébet Márkus
Erzsébet Márkus-Peresztegi (ur. 23 sierpnia 1969 w Sopronie) – węgierska sztangistka, srebrna medalistka igrzysk olimpijskich i brązowa medalistka mistrzostw świata.

## Kariera
Podczas igrzysk olimpijskich w Sydney w 2000 roku wywalczyła srebrny medal w wadze lekkociężkiej. W zawodach tych rozdzieliła na podium Chinkę Lin Weining i Karnam Malleswari z Indii. Był to jej jedyny start olimpijski. Na rozgrywanych rok wcześniej mistrzostwach świata w Atenach zdobyła brązowy medal w tej samej kategorii wagowej. Była też trzecia na mistrzostwach świata w Stambule w 1994 roku.